# Vanov
Vanov (německy Groß Wanau) je obec v okrese Jihlava v kraji Vysočina. Leží asi 4 km severozápadně od Telče. Žije zde 84 obyvatel.

## Název
Název se vyvíjel od varianty Eywancz (1366), na Velikém Evanově (1447), Welky Wanow (1592), Gross Wanow (1678), Gros Wanow a Wanweky (1720), Gross Wanow (1751), Gross Wannau a Welký Wanow (1846), Gross Wanau a Vanov (1872) až k podobě Vanov v roce 1924. Místní jméno vzniklo přidáním přivlastňovací přípony -ov k osobnímu jménu Evan či Ejvan. Dřívější přívlastek Velký sloužil k odlišení od blízkého Vanůvku.

## Historie
První písemná zmínka o obci pochází z roku 1580.
Sbor dobrovolných hasičů vznikl 15. března 1901 z podnětu tehdejšího řídícího učitele Jana Šívra a občanů Jana Poledny, Františka Dvořáka a Václava Kadlece. Obec poté zakoupila čtyřkolovou ruční stříkačku, která se přepravovala koňmi. V té době měl hasičský sbor 12 členů. Téhož roku byla postavena kůlna se zvonem, kterým se vyhlašuje poplach v případě požáru. Kůlna se dočkala rekonstrukce v roce 2010. V roce 2012 měl sbor 27 členů.

## Přírodní poměry
Geomorfologicky je oblast součástí Křižanovské vrchoviny a jejího podcelku Brtnická vrchovina, v jejímž rámci spadá pod geomorfologický okrsek Třešťská pahorkatina. Průměrná nadmořská výška činí 587 metrů. Nejvyšší bod o nadmořské výšce 647 metrů leží západně od vsi. Obcí protéká potok z Vanova. Severovýchodní částí katastru prochází Telčský potok, na němž se rozkládají rybníky Smrk, Vlček a Polívkův rybník. Západní hranici území tvoří Částkovický potok, na němž leží Svatojanský rybník. Na levé straně silnice z Telče do Vanůvku u kříže z roku 1806 roste památná 25 metrová lípa velkolistá, jejíž stáří bylo v roce 1994 odhadováno na 187 let. Původně zde stály lípy dvě.

### Geologická a mineralogická lokalita
Zhruba 100 metrů od severního okraje obce se nachází činný lom, který je v rámci Geoparku Vysočina evidován jako pozoruhodná geologická a mineralogická lokalita. Lze zde spatřit ukázky druhého hlavního horninového typu geoparku – ruly, migmatitizované ruly a migmatity. Nejvýznamnějším minerálem, který se zde vyskytuje, je cordierit, jehož zrna dosahují až drahokamové kvality.

## Obyvatelstvo
Podle sčítání 1930 zde žilo ve 34 domech 198 obyvatel. 198 obyvatel se hlásilo k československé národnosti. Žilo zde 192 římských katolíků a 5 evangelíků.
| Rok            | 1869 | 1880 | 1890 | 1900 | 1910 | 1921 | 1930 | 1950 | 1961 | 1970 | 1980 | 1991 | 2001 | 2011 | 2021 |
| -------------- | ---- | ---- | ---- | ---- | ---- | ---- | ---- | ---- | ---- | ---- | ---- | ---- | ---- | ---- | ---- |
| Počet obyvatel | 212  | 215  | 253  | 222  | 216  | 222  | 198  | 148  | 152  | 129  | 130  | 94   | 90   | 90   | 89   |
| Počet domů     | 27   | 38   | 32   | 33   | 33   | 34   | 34   | 39   | 36   | 34   | 31   | 31   | 40   | 41   | 39   |

## Obecní správa a politika
Mezi lety 1869–1980 Vanov byl obcí v okrese Dačice (1869–1930), poté v okrese Třešť (1950) a později v okrese Jihlava. Od 1. dubna 1980 do 31. prosince 1991 patřil jako část města k Telči a od 1. ledna 1992 je opět samostatnou obcí.
Vanov je členem mikroregionů Telčsko a Sdružení pro likvidaci komunálního odpadu Borek a místní akční skupiny Mikroregionu Telčsko.
Obec má sedmičlenné zastupitelstvo, v jehož čele stojí starostka Ludmila Ťápalová. Ve volbách roku 2010 kandidovali jednotliví kandidáti na samostatných kandidátkách. Volební účast činila 75 %.

### Obecní symboly
Znak a vlajka byly obci uděleny rozhodnutím předsedy Poslanecké sněmovny Parlamentu České republiky dne 21. června 2018.

## Hospodářství a doprava
V obci sídlí firmy Zemědělské družstvo Telč, Enkaton s.r.o. a Hotel Šiškův mlýn s restaurací. Obcí prochází silnice III. třídy č. 11265, která se severovýchodně napojuje na komunikaci III. třídy č. 11264 do Řásné. Dopravní obslužnost zajišťují dopravci ICOM transport a ČSAD Jindřichův Hradec. Autobusy jezdí ve směrech Dačice, Budeč, Nová Říše, Řásná, Telč, Černíč, Myslůvka, Jihlava a Mrákotín. Obcí prochází cyklistická trasa č. 5126 z Řásné do Telče, červeně značená turistická trasa a Naučná stezka Otokara Březiny.

## Školství, kultura a sport
Místní děti dojíždějí do základní školy v Telči. Působí zde Sbor dobrovolných hasičů Vanov. Nachází se zde golfové hřiště.

## Pamětihodnosti
- těsně za jižní hranicí obce se nachází Kaple svatého Karla Boromejského se souborem sochařsky ztvárněné Kalvárie (se sochami Panny Marie a sv. Jana a Máří Magdaleny)
- barokní křížová cesta u cesty do Telče se zachovanými 9 kapličkami
- Šimkův mlýn a boží muka u Šimkova mlýna
- Šiškův mlýn

## Zajímavosti
- Na silnici do Telče se natáčel film Dům U Zlatého úsvitu.